# Jovem Pan FM Vitória
Jovem Pan FM Vitória é uma emissora de rádio brasileira concessionada em Aracruz, porém sediada em Vitória, respectivamente cidade e capital do estado do Espírito Santo. Opera no dial FM, na frequência 100,1 MHz, e é afiliada à Jovem Pan FM.

## História

### Rede Transamérica (1994-2004)
A história da frequência 100,1 MHz começa no ano de 1994, quando a emissora transmitiu a antiga Transamérica FM. Em 1999, a emissora acompanhou a transição da FM para a vertente Pop. A frequência transmitiu a rede até 2004, quando passou a transmitir a rede Jovem Pan FM, esta que estava fora do ar na capital capixaba desde  2000, desde a saída da Jovem Pan no 92,5 (atualmente CBN Vitória), que estava no ar desde 1995, e que pertencia à Rede Gazeta de Comunicações.

### Jovem Pan FM (2004-presente)
No dia 1 de outubro de 2004, a emissora estreou ao 12h durante o programa Pânico, a estreia marcou da Jovem Pan FM depois de 4 anos fora do ar na capital capixaba, quando operava nos 92,5 (atualmente CBN Vitória), que pertencia a Rede Gazeta de Comunicações.
Desde 2017, a programação local pode ser ouvida no Facebook da emissora.